# Brava (Somalia)
Brava (in somalo Baraawe) è una città portuale della costa sudorientale della Somalia di circa 32 800 abitanti, appartenente alla regione del Basso Scebeli e capoluogo della provincia omonima. La popolazione tradizionale costituisce un gruppo etnico a sé, noto come etnia bravanese, e parla un dialetto dello swahili.

## Storia
La città fu fondata nel IX secolo a.C.; secondo la tradizione orale, il fondatore era un omanita che si insediò nella zona, e ordinò ai suoi servitori (probabilmente indigeni dell'area) di spianare un vasto tratto di foresta per costruire la città.
Parte dello Stato Ajuuraan, nel XVI secolo Brava fu saccheggiata dai Portoghesi, ma presto si riprese da questo attacco. Nel 1840 soldati provenienti da Bardera assediarono la città per aprirsi un accesso più diretto al mare, e la città subì notevoli danni. Gli abitanti chiesero protezione al sultano Yusuf Mahamud Ibrahim del Sultanato di Geledi. Le truppe del sultano invasero Bardera e la rasero al suolo. In seguito la popolazione locale chiese protezione al sultano di Zanzibar; nel 1889 Zanzibar cedette la città agli Italiani. La popolazione però si oppose a questo passaggio, e l'Italia riuscì ad annettere ufficialmente Brava ai propri possedimenti coloniali solo nel 1905. Nei primi anni dopo l'annessione Brava fu teatro di una rivolta (nota come rivolta di Benadir), che fu repressa nel 1908; il leader del movimento Sheikh Uways al-Barawi fu ucciso nel 1909. Nel 1947 Brava divenne il quartier generale del partito politico Hizbiya Digil-Mirifle (HDM), che in seguito divenne il Partito Costituzionale Indipendente Somalo.
Dopo l'indipendenza Brava perse gradualmente importanza come porto, e conobbe un periodo di crescente degrado. Nel 1991 fu quasi distrutta durante la guerra civile. Oggi sta gradualmente tornando a crescere e svilupparsi.
Dal 2009 la città è controllata dall'organizzazione terroristica islamica Al-Shabaab. Nel settembre 2009, un attacco militare statunitense ha ucciso nei dintorni di Brava Saleh Ali Saleh Nabhan, capo di Al Qaeda in Somalia. Il 3 ottobre 2014, la città venne abbandonata dagli Al-Shabaab a seguito dell'avanzata dell'esercito somalo e delle forze dell'AMISOM nel corso dell'operazione Oceano Indiano lanciata in agosto. Gli Shabaab avevano già perso Chisimaio nel 2012, e pertanto Brava costituiva per loro un'importante fonte di reddito nonché punto di accesso ai commerci marittimi.